# Sittiparus castaneoventris
El carbonero ventricastaño (Sittiparus castaneoventris) es una especie de ave paseriforme de la familia Paridae endémica de Taiwán.
El carbonero ventricastaño fue descrito científicamente por el ornitólogo inglés John Gould en 1863 con el nombre binomial de Parus castaneoventris. Posteriormente fue considerado una subespecie del carbonero variado, hasta que en 2014 recobró el estatus de especie por un estudio filogenético de la familia Paridae. Como su nombre indica, se diferencia del carbonero variado por tener las partes inferiores de un color castaño rojizo más intenso, y la mancha de frente y mejillas de color blanco.